# Olophontosia strigata
Olophontosia strigata är en fjärilsart som beskrevs av George Thomas Bethune-Baker 1908. Olophontosia strigata ingår i släktet Olophontosia och familjen tandspinnare. Inga underarter finns listade i Catalogue of Life.